# Мурат (ријека)
Мурат (тур. Murat Nehri, Мурад, Источни Еуфрат - јерм. Արածանի, Арацани) ријека је која протиче кроз Јерменску висораван у Турској, најважнија притока Еуфрата. 

## Географија
Мурат извире у планинама источне Турске, у близини планине Арарат, и тече кроз дугу и уску долину Јерменске висоравни. Дужина ријеке је 722 км, површина слива је око 40 хиљада км². Ниво воде знатно варира, повећавајући се током прољећних поплава (у априлу-мају), а остатак времена остаје низак. Ријека није пловна. Зими се поједини дијелови замрзавају. 

## Помињање у историји
Године 68. прије нове ере на обалама ријеке Арацани вођена је битка између јерменске војске под командом Тиграна Великог и римске армије. У вријеме прихватања хришћанства као државне религије, у водама Арaцани крштен је цар Тиридат III са својом војском и становништвом.

## Поријекло и значење назива
Садашњи назив је повезан са турским именом Murat или са његовом заједничком именицом murat „сврха, намјера, жеља“. Али ово би могло бити народна етимологија, тако да Храч Мартиросјан условно предлаже изведеницу из древног јерменског језика mōrat, murat „блато, мочвара“.
Ријека је била знана као Арсанија у документима новоасирског царства и Арсанијас у доба класичне Грчке и Рима. Ови облици су могли бити изведени из јерменског оригинала (Արածանի Арацани), који потиче од индоевропског коријена за „бијел, блистав“.

## Привреда
Године 1974, у доњем току ријеке, у близини ушћа Мурата у Еуфрат, изграђена је највећа брана у Турској – „Кебан“ и образовано истоимено акумулационо језеро. На брани је изграђена електрана, а вода из вештачког језера се користи за наводњавање. 